# Pandião I
Pandião I foi um rei mitológico de Atenas.
Pandião I era filho de Erictônio e da náiade Praxiteia. Erictônio era filho de Gaia com Hefesto, filho de Átide com Hefesto ou filho de Atena e Hefesto.
Durante o reinado de Pandião, sucessor de Erictônio, Deméter e Dioniso chegaram à Ática: Deméter foi recebida por Celeu em Elêusis, e Dioniso por Icário.
Pandião se casou com Zeuxipe, irmã de sua mãe, e teve duas filhas, Procne e Filomela, e dois filhos gêmeos, Erecteu e Butes. Por causa de uma guerra pela fronteira com Lábdaco, Pandião se aliou a Tereu, rei da Trácia, dando sua filha Procne em casamento; este casamento resultou em tragédia.
Após a morte de Pandião, Erecteu e Butes dividiram a herança paterna, Erecteu ficando com o reino, e Butes tornando-se o sacerdote de Atena e Posidão.
Houve dois reis de nome Pandião em Atenas, e dois reis de nome Cécrope. Pandião I era filho de Erictônio, e foi pai de Erecteu, pai de Cécrope II, pai de Pandião II.